# Libnotes apicifusca
Libnotes apicifusca är en tvåvingeart som först beskrevs av Alexander 1978.  Libnotes apicifusca ingår i släktet Libnotes och familjen småharkrankar. Inga underarter finns listade i Catalogue of Life.